# 투 가이즈
투 가이즈는 2004년 공개된 대한민국의 영화인데 신구 세대를 대표한 코믹 배우 박중훈 (박중태 역) 차태현 (김훈 역)의 만남으로
 화제가 됐으나 흥행에 실패했다.

## 배역
- 박중훈 : 박중태 역
- 차태현 : 김훈 역
- 한다감 : 지선 역
- 정흥채 : 올백 역
- 손현주 : 임 차장 역
- 김구택 : 린 하이펑 역
- 임승대 : 정 차장 역
- 박인환 : 이 국장 역
- 이혁재 : 사채업자 역